# Cyphostemma uwanda
Cyphostemma uwanda là một loài thực vật hai lá mầm trong họ Nho. Loài này được Verdc. mô tả khoa học đầu tiên năm 2003.